# HomePod
L'HomePod è un altoparlante intelligente sviluppato, prodotto e venduto da Apple, utilizzabile e configurabile tramite iPod, iPhone o iPad come sorgente musicale.
È stato annunciato il 5 giugno 2017 all'Apple Worldwide Developers Conference.
Il 16 gennaio 2023 viene rilasciata la seconda versione di HomePod disponibile anche in Italia. Il 13 marzo del 2021 Apple ha annunciato di aver abbandonato il progetto HomePod originario, per concentrarsi esclusivamente sull’HomePod mini, la versione più piccola ed economica del dispositivo.
L'HomePod ha ricevuto recensioni contrastanti: è stato elogiato per il suo design e la qualità del suono rispetto ad altri altoparlanti del suo prezzo e criticato per la mancanza di supporto di terze parti e il prezzo elevato rispetto ad altri altoparlanti intelligenti. Inoltre, è stato riscontrato che la base in silicone sul fondo del dispositivo danneggia occasionalmente le superfici in legno. Ad agosto 2018, l'HomePod aveva venduto da 1 a 3 milioni di unità.

## Panoramica

### Specifiche
L'HomePod ha una forma arrotondata e cilindrica e ha un piccolo touchscreen nella parte superiore. Ha sette tweeter alla base e un woofer da quattro pollici (Apple non specifica la gamma di frequenza Hertz) verso l'alto, oltre a sei microfoni utilizzati per il controllo vocale e l'ottimizzazione acustica. Il sistema su chip è l'Apple A8, precedentemente incluso da Apple su Apple TV HD, iPod touch (6ª generazione), iPad mini 4 e iPhone 6/6 Plus.
Siri può essere utilizzato per controllare l'altoparlante e altri dispositivi HomeKit e può essere utilizzato per inviare messaggi di testo e chiamate vocali da un iPhone. L'HomePod supporta principalmente le piattaforme e le tecnologie di Apple, tra cui Apple Music, acquisti e Match su iTunes Store, podcast iTunes, radio Beats 1 e AirPlay (con supporto limitato di terze parti per i servizi di radio Internet iHeartRadio, Radio.com e TuneIn in arrivo l'autunno del 2019), mentre per un iOS 11 è necessario la configurazione iniziale. HomePod può fungere da soundbar all'interno di un sistema di home entertainment se selezionato tramite Apple TV. L'HomePod non supporta ufficialmente l'ingresso audio da sorgenti Bluetooth. Andrew Faden ha sviluppato una soluzione che chiama "BabelPod" per consentire l'ingresso di linea e l'ingresso Bluetooth all'HomePod attraverso l'uso di un Raspberry Pi.
AirPlay 2 e il supporto multi-room e multi-speaker sono stati annunciati a febbraio 2018 e rilasciati a settembre 2018 in iOS 12 insieme a funzionalità aggiuntive come timer con più nomi, Trova il mio iPhone, scorciatoie Siri, la possibilità di creare, ricevere e visualizzare lo schermo telefonate direttamente sull'HomePod e la possibilità di cercare i brani utilizzando i testi. HomePod inizialmente non aveva il supporto per consentire a più utenti di utilizzare il dispositivo, ma il supporto multiutente è stato infine aggiunto con il rilascio di iOS 13.2.
L'aggiornamento del software 13.4, rilasciato a marzo 2020, ha aggiornato il sistema operativo da un codice base iOS a un sistema basato su tvOS.
Le emissioni di gas serra per la produzione, l'uso previsto e il riciclaggio per l'HomePod sono stimate a 146 kg di CO2.

### Vendite
Strategy Analytics ha stimato che 600.000 HomePods sono stati venduti nel primo trimestre del 2018, rendendo Apple il quarto marchio di altoparlanti intelligenti più venduto dopo Amazon, Google e Alibaba, dando ad Apple una quota di mercato del 6% nel settore. L'HomePod detiene anche una quota di mercato del 6% negli Stati Uniti secondo un rapporto di Consumer Intelligence Research Partners e ha venduto circa 700.000 unità in tutto il mondo nel secondo trimestre del 2018. Anche nel secondo trimestre del Nel 2018, Strategy Analytics ha stimato che l'HomePod ha superato tutti gli altoparlanti intelligenti che costano più di $ 200, dando ad Apple una quota di mercato del 70% negli altoparlanti intelligenti di marca premium. A metà 2018, l'HomePod aveva venduto circa 3 milioni di unità. Le vendite sono aumentate del 45% nel quarto trimestre del 2018, con Apple che ha venduto 1,6 milioni di unità in quel trimestre. Nell'aprile 2019, Apple ha ridotto il prezzo a $299.

### Vita del prodotto
Il 12 marzo 2021, Apple ha annunciato che avrebbe interrotto l'HomePod, a favore dell'HomePod Mini. In una dichiarazione, Apple ha dichiarato: «HomePod Mini è stato un successo sin dal suo debutto lo scorso autunno, offrendo ai clienti un suono straordinario, un assistente intelligente e un controllo della casa intelligente a soli $ 99. Stiamo concentrando i nostri sforzi su HomePod mini. Stiamo interrompendo HomePod, anche se continuerà a essere disponibile fino a esaurimento scorte tramite l'Apple Store Online, gli Apple Store e i rivenditori autorizzati Apple. Apple fornirà ai clienti di HomePod aggiornamenti software, assistenza e supporto tramite Apple Care».